# Copa do Brasil de Futebol Feminino 2013
Der Wettbewerb um die Copa do Brasil de Futebol Feminino 2013 war die siebte Austragung des nationalen Verbandspokals im Frauenfußball der Confederação Brasileira de Futebol (CBF) in Brasilien. Pokalsieger wurde der Vorjahressieger São José EC aus São José dos Campos im Bundesstaat São Paulo.
Mit dem Pokalgewinn war die Qualifikation zur Copa Libertadores Femenina 2014 verbunden. Da Pokalsieger São José bereits als Titelverteidiger dieses Wettbewerbs gesetzt war, ist der Qualifikationsplatz dem unterlegenen Finalist Acadêmica Vitória zugefallen.

## Modus
Der Wettbewerb wurde in einem Rundenturnier ausgetragen, den die teilnehmenden zweiunddreißig Vereine im K.-o.-System bestreiten mussten. Jede Runde wurde ein Hin- und Rückspiel gespielt, in denen die Auswärtstorregelung galt. Hatte aber eine Gastmannschaft das Hinspiel mit einer Differenz von mindestens drei Toren gewonnen, ist das Rückspiel zu ihren Gunsten entfallen. Dies galt nur für die ersten zwei Runden.

## Teilnehmende Vereine
| Bundesstaat         | Verein             | Qualifikation                   |
| ------------------- | ------------------ | ------------------------------- |
| Acre                | AD Assermurb       | vom Verband nominiert           |
| Alagoas             | CESMAC             | Staatsmeisterschaft 2012: 1.    |
| Amapá               | AD Calçoene        | vom Verband nominiert           |
| Amazonas            | EC Iranduba        | Staatsmeisterschaft 2012: 1.    |
| Bahia               | São Francisco EC   | Staatsmeisterschaft 2012: 1.    |
| Ceará               | Caucaia EC         | Staatsmeisterschaft 2012: 1.    |
| Distrito Federal    | CRESSPOM           | Distriktmeisterschaft 2012: 1.  |
| Espírito Santo      | Comercial-ES       | Staatsmeisterschaft 2012: 1.    |
| Goiás               | Clube Jaó          | Staatsmeisterschaft 2012: 1.    |
| Maranhão            | Internacional      | Staatsmeisterschaft 2012: 1.    |
| Mato Grosso         | AA Serra           | Staatsmeisterschaft 2012: 1.    |
| Mato Grosso do Sul  | Comercial-MS       | Staatsmeisterschaft 2012: 1.    |
| Minas Gerais        | Nacional FC        | Staatsmeisterschaft 2012: 2.    |
| Pará                | AA ESMAC           | Staatsmeisterschaft 2012: 1.    |
| Paraíba             | CR Kashima         | Staatsmeisterschaft 2012: 1.    |
| Paraná              | Foz Cataratas FC   | Staatsmeisterschaft 2012: 1.    |
| Paraná              | Nova Mundo FC      | Staatsmeisterschaft 2012: 2.    |
| Pernambuco          | Acadêmica Vitória  | Staatsmeisterschaft 2012: 1.    |
| Pernambuco          | Sport Recife       | Staatsmeisterschaft 2012: 2.    |
| Piauí               | SE Tiradentes      | Staatsmeisterschaft 2012: 1.    |
| Rio de Janeiro      | CR Vasco da Gama   | Staatsmeisterschaft 2012: 1.    |
| Rio de Janeiro      | Duque de Caxias FC | Staatsmeisterschaft 2012: 2.    |
| Rio Grande do Norte | CE Força e Luz     | Staatsmeisterschaft 2012: 1.    |
| Rio Grande do Sul   | EC Cruzeiro        | Staatsmeisterschaft 2012: 1.    |
| Rondônia            | SC Genus           | Sieger des Auswahlturniers 2012 |
| Roraima             | Atlético Roraima   | Staatsmeisterschaft 2012: 1.    |
| Santa Catarina      | AE Kindermann      | Staatsmeisterschaft 2012: 2.    |
| São Paulo           | São José EC        | Staatsmeisterschaft 2012: 1.    |
| São Paulo           | AD Centro Olímpico | Staatsmeisterschaft 2012: 2.    |
| São Paulo           | Portuguesa         | Staatsmeisterschaft 2012: 3.    |
| Sergipe             | CS Sergipe         | Staatsmeisterschaft 2012: 1.    |
| Tocantins           | Paraíso EC         | Staatsmeisterschaft 2012: 1.    |

## Erste Runde
Spielaustragungen zwischen dem 1. und 16. Februar 2013.
|                  | Gesamt |                    | Hinspiel | Rückspiel |
| ---------------- | ------ | ------------------ | -------- | --------- |
| SE Tiradentes    | 0:3    | São Francisco EC   | 0:3      | ---       |
| Comercial-ES     | 0:1    | Foz Cataratas FC   | 0:1      | 0:0       |
| Nova Mundo FC    | 1:3    | AD Centro Olímpico | 1:2      | 0:1       |
| Clube Jaó        | 1:4    | Duque de Caxias FC | 1:4      | ---       |
| Comercial-MS     | 0:7    | AE Kindermann      | 0:7      | ---       |
| CS Sergipe1      | ---    | CE Força e Luz1    | ---      | ---       |
| AD Calçoene      | 0:7    | AA ESMAC           | 0:1      | 0:6       |
| EC Cruzeiro      | 0:5    | Portuguesa         | 0:5      | ---       |
| CRESSPOM         | 11:20  | Nacional FC        | 6:1      | 5:1       |
| CR Kashima       | 1:5    | Sport Recife       | 1:0      | 0:5       |
| Paraíso EC       | 1:4    | CR Vasco da Gama   | 1:2      | 0:2       |
| AD Assermurb     | 1:6    | Caucaia EC         | 0:2      | 1:4       |
| CESMAC           | 0:9    | Acadêmica Vitória  | 0:9      | ---       |
| Atlético Roraima | 2:4    | EC Iranduba        | 0:2      | 2:2       |
| AA Serra         | 1:8    | São José EC        | 1:3      | 0:5       |
| Internacional    | 17:00  | SC Genus           | 5:0      | 12:0      |

1CS Sergipe hat sich aus dem laufenden Wettbewerb zurückgezogen.

## Zweite Runde
Spielaustragungen zwischen dem 23. Februar und 16. März 2013.
|                    | Gesamt |                    | Hinspiel | Rückspiel |
| ------------------ | ------ | ------------------ | -------- | --------- |
| AA ESMAC           | 0:2    | Internacional      | 0:0      | 0:2       |
| CR Vasco da Gama   | 2:5    | AE Kindermann      | 1:0      | 1:5       |
| CE Força e Luz     | 0:8    | São Francisco EC   | 0:2      | 0:6       |
| Sport Recife       | 4:1    | EC Iranduba        | 2:1      | 2:0       |
| Caucaia EC         | 2:4    | Acadêmica Vitória  | 0:2      | 2:2       |
| Duque de Caxias FC | 3:0    | Foz Cataratas FC   | 3:0      | 0:0       |
| CRESSPOM           | 1:5    | São José EC        | 1:1      | 0:4       |
| Portuguesa         | 0:6    | AD Centro Olímpico | 0:6      | ---       |

## Viertelfinale
Spielaustragungen zwischen dem 9. und 30. März 2013.
|                    | Gesamt |               | Hinspiel | Rückspiel |
| ------------------ | ------ | ------------- | -------- | --------- |
| São Francisco EC   | 3:3    | Internacional | 1:1      | 2:2       |
| AD Centro Olímpico | 9:1    | AE Kindermann | 6:0      | 3:1       |
| Duque de Caxias FC | 4:7    | São José EC   | 2:3      | 2:4       |
| Acadêmica Vitória  | 3:0    | Sport Recife  | 1:0      | 2:0       |

## Halbfinale
Spielaustragungen zwischen dem 7. und 15. April 2013.
|                   | Gesamt |                    | Hinspiel | Rückspiel |
| ----------------- | ------ | ------------------ | -------- | --------- |
| Acadêmica Vitória | 2:1    | AD Centro Olímpico | 1:1      | 1:0       |
| São José EC       | 6:0    | São Francisco EC   | 3:0      | 3:0       |

## Finale

### Hinspiel
| Acadêmica Vitória                                                                      | Acadêmica Vitória | São José EC | São José EC |
| -------------------------------------------------------------------------------------- | --- | --- | ----------- |
| Acadêmica Vitória                                                                      | \| 27. April 2013 in Vitória de Santo Antão (Estádio Municipal Severino Cândido Carneiro) \| \| Ergebnis: 1:1 (0:0) \| \| Schiedsrichter: Ana Karina Alves \| | \| 27. April 2013 in Vitória de Santo Antão (Estádio Municipal Severino Cândido Carneiro) \| \| Ergebnis: 1:1 (0:0) \| \| Schiedsrichter: Ana Karina Alves \| | São José EC |
| Acadêmica Vitória                                                                      | 1:0 Ketlen Wiggers (65.) | 1:1 Danielli Pereira da Silva (87.) | São José EC |
| 27. April 2013 in Vitória de Santo Antão (Estádio Municipal Severino Cândido Carneiro) | | |             |
| Ergebnis: 1:1 (0:0)                                                                    | | |             |
| Schiedsrichter: Ana Karina Alves                                                       | | |             |

### Rückspiel
| São José EC                                                  | São José EC | Acadêmica Vitória | Acadêmica Vitória |
| ------------------------------------------------------------ | --- | --- | ----------------- |
| São José EC                                                  | \| 4. Mai 2013 in São José dos Campos (Estádio Martins Pereira) \| \| Ergebnis: 4:0 (2:0) \| \| Schiedsrichterin: Regildenia de Holanda Moura \| | \| 4. Mai 2013 in São José dos Campos (Estádio Martins Pereira) \| \| Ergebnis: 4:0 (2:0) \| \| Schiedsrichterin: Regildenia de Holanda Moura \| | Acadêmica Vitória |
| São José EC                                                  | 1:0 Formiga (4.) 2:0 Priscila Gonçalves Rossetti (32.) 3:0 Giovânia Domingas Campos (69.) 4:0 Danielli Pereira da Silva (89.)                    | | Acadêmica Vitória |
| 4. Mai 2013 in São José dos Campos (Estádio Martins Pereira) | | |                   |
| Ergebnis: 4:0 (2:0)                                          | | |                   |
| Schiedsrichterin: Regildenia de Holanda Moura                | | |                   |

## Beste Torschützinnen
| Rang | Spieler                  | Klub              | Tore |
| ---- | ------------------------ | ----------------- | ---- |
| 1.   | Giovânia Domingas Campos | São José EC       | 10   |
| 2.   | Ketlen Wiggers           | Acadêmica Vitória | 8    |
| 3.   | Larissa Santos Cheles    | São Francisco EC  | 7    |

## Gesamtklassement
Die Tabelle diente lediglich zur Feststellung der Platzierung der einzelnen Mannschaften im Wettbewerb. Vorrangiges Kriterium in der Sortierung hat das Erreichen der jeweiligen Runde. Darauf folgen:
1. Anzahl Punkte
2. Anzahl Siege
3. Tordifferenz
4. Anzahl erzielter Tore
5. Direkter Vergleich

| Pl. | Verein             | Sp. | S | U | N | Tore    | Diff. | Punkte |
| --- | ------------------ | --- | - | - | - | ------- | ----- | ------ |
| 1.  | São José EC        | 10  | 8 | 2 | 0 | 031:700 | +24   | 26     |
| 2.  | Acadêmica Vitória  | 9   | 5 | 3 | 1 | 019:800 | +11   | 18     |
| 3.  | AD Centro Olímpico | 7   | 5 | 1 | 1 | 019:400 | +15   | 16     |
| 4.  | São Francisco EC   | 7   | 3 | 2 | 2 | 014:900 | +5    | 11     |
| 5.  | Internacional      | 6   | 3 | 3 | 0 | 022:300 | +19   | 12     |
| 6.  | Sport Recife       | 6   | 3 | 0 | 3 | 009:500 | +4    | 09     |
| 7.  | Duque de Caxias FC | 5   | 2 | 1 | 2 | 011:800 | +3    | 07     |
| 8.  | AE Kindermann      | 5   | 2 | 0 | 3 | 013:110 | +2    | 06     |
| 9.  | CR Vasco da Gama   | 4   | 3 | 0 | 1 | 006:600 | ±0    | 09     |
| 10. | CRESSPOM           | 4   | 2 | 1 | 1 | 012:700 | +5    | 07     |
| 11. | AA ESMAC           | 4   | 2 | 1 | 1 | 007:200 | +5    | 07     |
| 12. | Caucaia EC         | 4   | 2 | 1 | 1 | 008:500 | +3    | 07     |
| 13. | Foz Cataratas FC   | 4   | 1 | 2 | 1 | 001:300 | −2    | 05     |
| 14. | EC Iranduba        | 4   | 1 | 1 | 2 | 005:600 | −1    | 04     |
| 15. | Portuguesa         | 2   | 1 | 0 | 1 | 005:600 | −1    | 03     |
| 16. | CE Força e Luz     | 2   | 0 | 0 | 2 | 000:800 | −8    | 0      |
| 17. | CR Kashima         | 2   | 1 | 0 | 1 | 001:500 | −4    | 03     |
| 18. | Comercial-ES       | 2   | 0 | 1 | 1 | 000:100 | −1    | 01     |
| 19. | Atlético Roraima   | 2   | 0 | 1 | 1 | 002:400 | −2    | 01     |
| 20. | Nova Mundo FC      | 2   | 0 | 0 | 2 | 001:300 | −2    | 0      |
| 21. | Clube Jaó          | 1   | 0 | 0 | 1 | 001:400 | −3    | 0      |
| 22. | Paraíso EC         | 2   | 0 | 0 | 2 | 001:400 | −3    | 0      |
| 23. | SE Tiradentes      | 1   | 0 | 0 | 1 | 000:300 | −3    | 0      |
| 24. | AD Assermurb       | 2   | 0 | 0 | 2 | 001:600 | −5    | 0      |
| 25. | EC Cruzeiro        | 1   | 0 | 0 | 1 | 000:500 | −5    | 0      |
| 26. | AA Serra           | 2   | 0 | 0 | 2 | 001:800 | −7    | 0      |
| 27. | Comercial-MS       | 1   | 0 | 0 | 1 | 000:700 | −7    | 0      |
| 27. | AD Calçoene        | 2   | 0 | 0 | 2 | 000:700 | −7    | 0      |
| 29. | Nacional FC        | 2   | 0 | 0 | 2 | 002:110 | −9    | 0      |
| 30. | CESMAC             | 1   | 0 | 0 | 1 | 000:900 | −9    | 0      |
| 31. | SC Genus           | 2   | 0 | 0 | 2 | 000:170 | −17   | 0      |
| 32. | CS Sergipe         | 0   | 0 | 0 | 0 | 000:000 | ±0    | 0      |

## Saison 2013
- Campeonato Brasileiro de Futebol Feminino 2013
- Campeonato Brasileiro Série A 2013

## Weblink
- www.cbf.com.br – Saisonstatistik Copa do Brasil Feminino 2013.